# Pawilon nr 4 MTP
Pawilon nr 4 (wcześniej: nr 9) – pawilon wystawiennicza Międzynarodowych Targów Poznańskich zlokalizowana przy placu św. Marka (Centralnym), od strony ul. Bukowskiej, w sąsiedztwie nieco wcześniejszego Pawilonu Ministerstwa Komunikacji (nr 10).
Pawilon był jednym z obiektów oddanych do użytku na XXIV MTP, zaplanowane z rozmachem na lipiec 1955. Były to pierwsze targi po przerwie w latach 1951-1954, wywołanej zimną wojną i związanymi z nią działaniami gospodarczymi rządu PRL. Budynek został zaprojektowany przez Bolesława Szmidta, jako jedno z największych gabarytowo jego dzieł. Architektura hali utrzymana jest w konwencji klasycyzującego socrealizmu, będąc jedynym przedstawicielem tego stylu na Targach. Pawilon przykrywa szeroki, kolebkowy dach nad główną nawą. Silnie zaakcentowane zostały boczne ryzality i portyki z kolumnami.